# 大学倒産時代
大学倒産時代（だいがくとうさんじだい）とは、日本国内において、多くの大学が経営に行き詰まって倒産するという主張である。2005年頃からマスメディアなどで、継続的にこうした主張が取り上げられている。しかし、2025年時点で、多数の大学が倒産した事例はない。

## 概要
大学倒産時代が発生する主な原因は少子化である。
短期大学では20世紀から学生が集まらずに倒産した例もあったが（廃止された日本の短期大学一覧も参照）、2009年には短期大学に加えて四年制大学でも募集停止を発表するところが出ている。
21世紀に入ってから10年間の大学数の変化を見ると、2000年には合計649校（国立99校、公立72校、私立478校 私立の割合73.7%）であったのが、2010年には大学合計778校（国立86校、公立95校、私立597校 私立の割合76.7%）になっている。学部入学者数も2000年の599,655人から2010年には619,119人と少し増えているが、校数20%増に対して人数3.2%増であり、大学1校当たりの入学者数は全体としては必然的に減ることになる。こうした数値からは少子化という形で学生側の需要がそれほど増えないのに対して、新たな大学が多数（私立で119校）作られていたことが判る。これらの多くは短期大学や専門学校が改組されて四年制大学化したものである。
2000年から2018年までに経営破綻を理由として廃止、または民事再生法を申請した四年制私立大学は14校である。